# Роберт де Феррерс, 2-й граф Дерби
Роберт де Феррерс Младший (англ. Robert de Ferrers; ум. ок. 1160) — англонормандский аристократ, 2-й граф Дерби (с 1139), участник гражданской войны в Англии 1135—1154 годов, первоначально на стороне короля Стефана, с 1153 года — на стороне Генриха Плантагенета, основатель аббатства Мереваль.

## Биография
Роберт был единственным сыном Роберта де Феррьера, 1-го графа Дерби, и его жены Хависы. После смерти своего отца в 1139 году Роберт вступил в наследство обширными землями в Англии, ядро которых располагалось в Дербишире. За ним был также признан титул графа. 
Известно, что Роберт де Феррерс был активным покровителем церкви и монастырей. Благотворительная деятельность вообще являлась яркой чертой английских баронов времён феодальной анархии, когда аристократы пытались искупить свои военные преступления пожертвованиями в пользу церкви. До настоящего времени сохранились грамоты дарения Робертом де Феррерсом земель аббатству Татбери, он также основал монастырь в Дерби (позднее перемещён в Дарли). В 1148 году Роберт заложил монастырь Мереваль в Уорикшире, который стал родовой усыпальницей дома Феррерс. 
Как и его отец, Роберт де Феррерс в период гражданской войны 1135—1154 годов между сторонниками Стефана Блуаского и императрицы Матильды поддерживал короля. Активного участия в боевых действиях, впрочем, граф не принимал. В 1139 году Стефан пожаловал Роберту право на сбор пошлин и налогов с города Дерби, но уже в 1149 году отозвал это дарение и передал доходы Дерби Ранульфу де Жернону, графу Честер, гораздо более влиятельному и могущественному магнату, чем Роберт. В 1153 году, когда Татбери, родовой замок Феррерсов, был осаждён войсками Генриха Плантагенета, сына императрицы Матильды, граф Дерби перешёл на сторону анжуйцев. Однако после вступления Генриха на английский престол в 1154 году Роберт был лишён титула графа и графского права на треть судебных доходов Дербишира. Тем не менее о каком-либо участии Роберта де Феррерса в волнениях английских баронов против централизаторской политики Генриха II сведений нет.
Скончался Роберт де Феррерс в 1160 году (по другим источникам — в 1162 году) и был похоронен вместе со своей женой Маргаритой Певерел в аббатстве Мереваль.

## Брак и дети
Роберт де Феррерс был женат на Маргарите Певерел (р. 1123/1126), дочери Уильяма Певерела и наследнице крупных земельных владений в Ноттингемшире. Их дети:
- Уильям де Феррерс (ум. 1190), 3-й граф Дерби, участник мятежа сыновей Генриха II, соратник Ричарда Львиное сердце и участник Третьего крестового похода, погиб при осаде Акры, женат на Сибилле де Браоз (ум. 1127), дочери Уильяма де Браоза, 3-го лорда Брамбера;
- Изольда (точное происхождение не установлено, ум. после 1185), замужем за Стефаном де Бошемом (ум. до 1185);
- Валкелин де Дерби (точное происхождение не установлено, ум. 1190), женат (1162) на Годе де Тосни (р. 1141), основатель школы Дерби, существующей до настоящего времени и одной из старейших средних школ в Великобритании.